# メダカナガカメムシ科
メダカナガカメムシ科（メダカナガカメムシか、Malcidae）はカメムシ目の昆虫の1群。以前はナガカメムシ科に含めていた。比較的小型で、体に厚みのあるカメムシを含む小さな群である。

## 特徴
比較的小型のカメムシ類である。体長は2．5-6mm程度、触角は4節、複眼がやや突き出している。体には厚みがあり、体表には粗い点刻が散在する。腹部の5-7節の結合板は側方に広がる。そのために腹部の側面が波状の形になる。腹部第2節から6節までの気門は背面に位置する。また、幼虫が多くの場合に長い棘を備える。体色は茶褐色や灰緑色などが普通で、植物の上に生活し、その汁を吸う。

## 下位分類
3属35種ほどを含む小さな群である。東アジアから東洋区に分布の中心があり、他には熱帯アフリカに数種がある。
日本では以下の2属2種が発見されている。
- Subfam. Cauliopinae　メダカナガカメムシ亜科
  - Cauliops　メダカナガカメムシ属
    - C. fallax　メダカナガカメムシ
- Subfam. Malcinae　オオメダカナガカメムシ亜科
  - Malcus　オオメダカナガカメムシ属
    - M. japonicus　オオメダカナガカメムシ

## 利害
メダカナガカメムシはマメ科植物の害虫として知られる。